# Dirac-delta
A Dirac-delta vagy Dirac-delta-függvény vagy δ függvény a valós számok tartományában mindenhol zéró, kivéve az origóban, ahol értéke végtelen, a teljes számegyenesen vett integrálja pedig 1.

A Dirac-delta sematikus ábrázolása

Dirac-delta, mint a 0 középpontú normális eloszlás határértéke

A Dirac-delta másik szokványos meghatározása: egy olyan függvény, mely egy ponton végtelen nagy, és végtelenül keskeny, mely egy idealizált tüske impulzust, tömegpontot, vagy pontszerű töltést jelképez.
Valójában a Dirac-delta nem függvény, de különböző megkötésekkel, és manipulációkkal függvénynek is tekinthető.
Az elektronikában, a jelfeldolgozás területén a Dirac-delta az egységnyi impulzus szimbóluma.
Diszkrét analógiája a Kronecker-delta, melyet a véges tartományban értelmeznek, és 0, valamint 1 értéket vehet fel.
A Dirac-delta fogalmát Paul Dirac elméleti fizikus vezette be, Dirac félreérthetetlenül végtelen nagy értékről beszélt.
Tisztán matematikai szempontból, a Dirac-delta szigorúan véve nem függvény. Matematikai objektumnak úgy értelmezhető, ha egy integrál belsejében fordul elő.
A Dirac-delta manipulálható, mintha függvény lenne, formálisan eloszlásnak is definiálható, mely mérték (egy függvény, ami egy adott halmaz részhalmazaihoz egy számot rendel).

## Áttekintés
A Dirac-delta ábrázolása a teljes x-tengelyen és a pozitív y-tengelyen történik.
A Dirac-delta nem egy valódi függvény, legalábbis a valós számok tartományában.
Például a ƒ(x) = δ(x) és g(x) = 0 kifejezések mindenhol egyenlőek, kivéve az x = 0 helyen, mégis van integráljuk, mely különböző.
A Lebesgue integrál-elmélet szerint, ha ƒ és g függvények, és ƒ = g majdnem mindenhol, akkor ƒ integrálható akkor és csak akkor, ha g is integrálható, és az ƒ és g azonosak.
A Dirac-deltát keskeny magas tűimpulzusként modellezik.
Ilyen, például előfordul az elektronikában, vagy baseball játék modellezésénél, egy nagy ütés során.
Az alkalmazott matematikában olyan függvényeknél használják, ahol az origóban egy nagy, keskeny kiugrás van, például a Gauss-eloszlásnál, a központban, amikor a szórásnégyzet tart a zéróhoz.

## Definíció
A Dirac-deltát úgy lehet lazán definiálni, mintha egy függvény lenne a valós tengelyen, mely mindenhol zéró, kivéve az origóban, ahol végtelen nagy:
{\displaystyle \delta (x)={\begin{cases}+\infty ,&x=0\\0,&x\neq 0\end{cases}}}
és mely kissé kényszerített módon kielégíti az alábbi azonosságot:
{\displaystyle \int _{-\infty }^{\infty }\delta (x)\,dx=1.}
Ez csupán heurisztikus definíció.
A Dirac-delta nem függvény a tradicionális értelemben.
A Dirac-delta rigorózus definiálása a mértékelmélet (matematika), vagy az eloszláselméletek keretén belül lehetséges.

## Dirac-delta ábrázolása
A Dirac-delta függvény úgy is tekinthető, mint függvények sorozatának határértéke:
{\displaystyle \delta (x)=\lim _{\varepsilon \to 0^{+}}\eta _{\varepsilon }(x),\,}
ahol ηε(x)-et néha naszcens delta függvénynek is hívják.
Egy másik ábrázolás:
A Dirac-delta a zéró középpontú normál eloszlás határértéke, ahol a szélek megszűnnek:
{\displaystyle \delta _{a}(x)={\frac {1}{a{\sqrt {\pi }}}}\mathrm {e} ^{-x^{2}/a^{2}}}
ahol a → 0
(lásd még fenti ábra)

## Infinitezimális delta függvény
Augustin Cauchy, francia matematikus használta az infinitezimális α-át egy egységnyi impulzus leírására számos cikkében 1827-ben, mely egy magas és vékony Dirac-delta típusú függvényhez hasonlít, mely kielégíti: {\displaystyle \int F(x)\delta _{\alpha }(x)=F(0)} kifejezést.
Yanashita, japán matematikus, említi a 'modern' Dirac-delta függvényt a hiperreál számokkal kapcsolatban.
Itt a Dirac-delta egy függvényben szerepel, melynek olyan tulajdonságai vannak, mint minden valós F függvénynek:
{\displaystyle \int F(x)\delta _{\alpha }(x)=F(0)}
mint ahogy azt Fourier és Cauchy említette.  

## Dirac-fésű

Dirac fésű

A Dirac-fésű a Dirac-delták egy végtelen sorozata a T intervallumban.
A Dirac-delta „impulzus-vonat”-nak is nevezik Dirac-fésűt, vagy Shah-eloszlásnak. Ez egy mintavételi függvény, mely gyakran fordul elő a digitális adatfeldolgozás területén, és a diszkrét idő/jel analízisnél.
A Dirac-fésű megadható egy végtelen összegként, mely határértéke eloszlásként értelmezhető:
{\displaystyle \Delta (x)=\sum _{n=-\infty }^{\infty }\delta (x-n),}
mely tömegpontok sorozata.
A Dirac-fésű egyenlő a Fourier-transzformáltjával.
Ez szignifikáns, mert ha ƒ egy Schwartz függvény, akkor ƒ periodizációját egy konvolúcióval fejezhetjük ki:
{\displaystyle (f*\Delta )(x)=\sum _{n=-\infty }^{\infty }f(x-n).}
Részletesen:
{\displaystyle (f*\Delta )^{\wedge }={\hat {f}}{\widehat {\Delta }}={\hat {f}}\Delta }
mely pontosan a Poisson-féle összegző formula

## Kapcsolat a Kronecker-delta-függvénnyel
A Kronecker-delta-függvény {\displaystyle \delta _{ij}} definíciója:
{\displaystyle \delta _{ij}={\begin{cases}1&i=j\\0&i\not =j\end{cases}}}
minden i, j egészre.
Ez a függvény kielégíti a következő szűrő tulajdonságot:
Ha {\displaystyle (a_{i})_{i\in \mathbf {Z} }} bármely végtelen sorozat, akkor
{\displaystyle \sum _{i=-\infty }^{\infty }a_{i}\delta _{ik}=a_{k}.}
Hasonlóan, bármely valós, vagy komplex f folytonos függvényre a Dirac-delta kielégíti a szűrő tulajdonságot:
{\displaystyle \int _{-\infty }^{\infty }f(x)\delta (x-x_{0})\,dx=f(x_{0}).}
Ez mutatja, hogy a Kronecker-delta a Dirac-delta-függvény diszkrét analógja.

## Dirac-delta alkalmazása a valószínűség-elméletben
A valószínűségszámítás elméletében és a statisztika területén a Dirac-deltát gyakran használják diszkrét eloszlások megjelenítésére, vagy részben diszkrét, részben folytonos eloszlásra, ahol a valószínűség sűrűségfüggvényt használják (amit normál esetben csak a teljesen folytonos eloszlásokra alkalmaznak).
Például, egy diszkrét eloszlás valószínűség sűrűségfüggvénye ƒ(x) tartalmazza a {\displaystyle \mathbf {x} =\{x_{1},\dots ,x_{n}\}} pontokat, a megfelelő valószínűségekkel {\displaystyle p_{1},\dots ,p_{n}\,}, és így írhatjuk:
{\displaystyle f(x)=\sum _{i=1}^{n}p_{i}\delta (x-x_{i}).}
ahol δ a Dirac-delta
Egy másik példa:
Legyen egy eloszlás olyan, hogy az idő 6/10 részében normál eloszlású, 4/10 részben egy bizonyos 3,5 értékhez tart, azaz részben folytonos, részben diszkrét, azaz kevert eloszlású.
Ennek az eloszlásnak a sűrűségfüggvénye:
{\displaystyle f(x)=0.6\,{\frac {1}{\sqrt {2\pi }}}e^{-{\frac {x^{2}}{2}}}+0.4\,\delta (x-3.5).}
A Dirac-deltát más módon is fel lehet használni:
Például, a diffúziós folyamat (mint a Brown-mozgás) idejének ábrázolására. Egy sztochasztikus folyamat B(t) helyi ideje:
{\displaystyle \ell (x,t)=\int _{0}^{t}\delta (x-B(s))\,ds}
mely azt az idő mennyiséget mutatja, amikor a folyamat az x pontban van:
{\displaystyle \ell (x,t)=\lim _{\epsilon \to 0^{+}}{\frac {1}{2\epsilon }}\int _{0}^{t}\mathbf {1} _{[x-\epsilon ,x+\epsilon ]}(B(s))\,ds}
ahol {\displaystyle \mathbf {1} _{[x-\epsilon ,x+\epsilon ]}} az [x−ε,x+ε] indikátorfüggvénye.